# ARM Cortex-A34
Az ARM Cortex-A34 (kódnevén Metis) az ARM Holdings által tervezett ARMv8-A 64 bites utasításkészletet megvalósító, rendkívül alacsony fogyasztású CPU mikroarchitektúra.
A mobil piacon történő alkalmazásra tervezték, ahol lényeges a minimális energiafelhasználás. Ez a legkisebb 64 bites ARMv8-A típusú alkalmazásprocesszor.
Ezt a mikroarchitektúrát az ARM többi tervéhez hasonlóan szintetizálható IP-magként tervezték, amit más félvezetőgyártók saját chipjeikbe építve alkalmazhatnak.

## Licencelés
A Cortex-A34 SIP magként áll a licencelők rendelkezésre, miközben kialakítása alkalmassá teszi arra, hogy más SIP-magokkal 
(például GPU, képernyővezérlő, DSP, képfeldolgozó processzor, stb.) 
egy lapkára, egylapkás rendszert  alkotó SoC egységbe integrálható legyen.

## Műszaki adatok
| Architektúra                    | 64 bites Armv8-A (csak AArch64) |
| Többmagos kialakítás            | Legfeljebb 4 mag |
| Szuperskalár                    | Részben |
| Futószalag                      | Sorrendi végrehajtású (mint az ARM Cortex-A53 és ARM Cortex-A55 magokban) |
| L1 utasítás- / adat-gyorsítótár | 8 KiB–64 KiB |
| L2 gyorsítótár                  | 128 KiB–1 MiB |
| ISA támogatás                   | - 64 bithez csak AArch64 - TrustZone biztonsági technológia - ARM NEON fejlett SIMD - DSP és SIMD kiterjesztések - VFPv4 vektoros lebegőpontos utasítások - Hardveres virtualizáció támogatása |
| Hibakeresés és nyomkövetés      | CoreSight SoC-400 |

## Fordítás
Ez a szócikk részben vagy egészben  az   ARM Cortex-A34 című angol Wikipédia-szócikk ezen változatának fordításán alapul.  Az eredeti cikk szerkesztőit annak laptörténete sorolja fel. Ez a jelzés csupán a megfogalmazás eredetét és a szerzői jogokat jelzi, nem szolgál a cikkben szereplő információk forrásmegjelöléseként.